# Somontín
Somontín – gmina w Hiszpanii, w prowincji Almería, w Andaluzji, o powierzchni 16,19 km². W 2011 roku gmina liczyła 525 mieszkańców.